# Danielle Cuttino
Danielle Amina Cuttino (Indianapolis, 22 giugno 1996) è una pallavolista statunitense, opposto della LOVB Atlanta.

## Biografia
Figlia di Daniel e Tacila Cuttino, nasce a Indianapolis, in Indiana. Ha tre sorelle di nome India, Shavona e Divora e due fratelli che si chiamano Elijah e Noah. Sua sorella India giocava a pallavolo alla Vincennes University. Nel 2014 si diploma alla Ben Davis High School e in seguito studia farmacia alla Purdue University.

## Caratteristiche tecniche
Gioca nel ruolo di centrale fino al terzo anno alla Purdue, iniziando a disimpegnarsi come opposto a partire dalla quarta stagione con le Boilermakers.

## Carriera

### Club
La carriera di Danielle Cuttino inizia a livello giovanile col Circle City, giocando poi anche a livello scolastico con la Ben Davis HS. Dopo il diploma gioca a livello universitario con la Purdue, partecipando alla NCAA Division I dal 2014 al 2017 e cambiando ruolo da centrale a opposto durante il suo ultimo anno.
Nella stagione 2018-19 firma il suo primo contratto professionistico nella Serie A1 italiana col Casalmaggiore: dopo due annate con le casalasche, nel campionato 2020-21 si trasferisce in Brasile, dove prende parte alla Superliga Série A con il Minas: resta legata al club di Belo Horizonte per due annate, conquistando altrettanti scudetti, una Coppa del Brasile, un campionato sudamericano per club e un Campionato Mineiro.
Nel campionato 2022-23 approda nella V.League Division 1 giapponese, indossando la casacca delle Toyota Queenseis, mentre nel campionato seguente si trasferisce in Turchia, dove è di scena in Sultanlar Ligi con il Galatasaray, con cui si aggiudica la BVA Cup, venendo premiata come miglior schiacciatrice.
Torna poi in patria per prendere parte alla prima edizione della League One Volleyball, ingaggiata dalla LOVB Atlanta.

### Nazionale
Fa parte delle selezioni giovanili statunitensi, vincendo la medaglia d'argento al campionato mondiale under 18 2013 e quella d'oro al campionato nordamericano under 20 2014.
Nel 2019 fa il suo esordio in nazionale maggiore, conquistando la medaglia d'oro alla Coppa panamericana, mentre in seguito si aggiudica il bronzo alla NORCECA Final Six 2021.

## Palmarès

### Club
- Campionato brasiliano: 2

2020-21, 2021-22
- Coppa del Brasile: 1

2021
- Campionato sudamericano per club: 1

2020
- Campionato Mineiro: 1

2020
- BVA Cup: 1

2023

### Nazionale (competizioni minori)
- Campionato mondiale under 18 2013
- Campionato nordamericano under 20 2014
- Coppa panamericana 2019
- NORCECA Final Six 2021

### Premi individuali
- 2017 - All-America First Team
- 2023 - BVA Cup: Miglior schiacciatrice